# تاریخ مردم لر

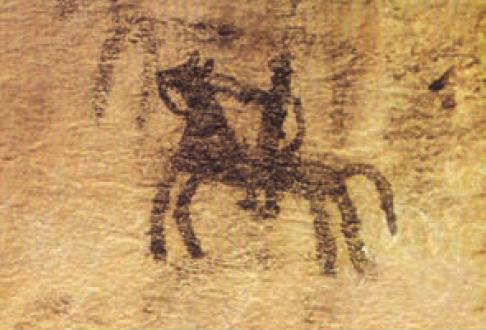
دیوارنگاری غار دوشه، لرستان، حدود هزاره هشتم پیش از میلاد.

لُرستان به معنی سکونت‌گاه لرها واژه‌ای است که به سرزمین‌های لرنشین اطلاق می‌گردد و به معنای گستره جغرافیایی است که لرها در آن سکونت دارند. حدود لرستان از برخی مناطق دشت‌های شرقی عراق آغاز و تا غرب و جنوب غرب ایران گسترده‌است. حدود سرزمین لرستان در طول دوران دچار دگرگونی شده‌است. گستره نام لرستان پیش از دولت صفویان، سکونت‌گاه لرهای بختیاری، بهمئی ، بویراحمدی، کهگیلویه و ممسنی را نیز شامل می‌شد. اما پس از حکومت صفویان سکونت‌گاه لرهای بختیاری را منطقه بختیاری نام‌گذاری کردند و جغرافیای نام لرستان به حدود استان لرستان و ایلام کنونی محدود شد. این منطقه نیز در دولت قاجاری به دو بخش پشتکوه و پیشکوه تقسیم شد. امروزه لرستان نام یکی از استان‌های غربی ایران است.

## تاریخ
لرستان سرزمینی کوهستانی، پرآب و دارای مراتع سرسبز است. در سراسر سرزمین لرستان پوشش درختانی مانند بلوط، نارون، گردو و بادام وجود دارد. تاریخ سکونت اقوام آریایی در لرستان به بیش از ۱۰۰۰ سال پیش از میلاد بازمی‌گردد. در سال‌های بین ۶۲۵ تا ۷۰۰ پیش از میلاد اقوام دیگری همچون سکاها نیز در لرستان ساکن شدند.

## تاریخ باستان
دوره ایلامی‌ها

نقشه‌ای از سرزمین ایلام باستان (نارنجی) و نواحی همسایه آن

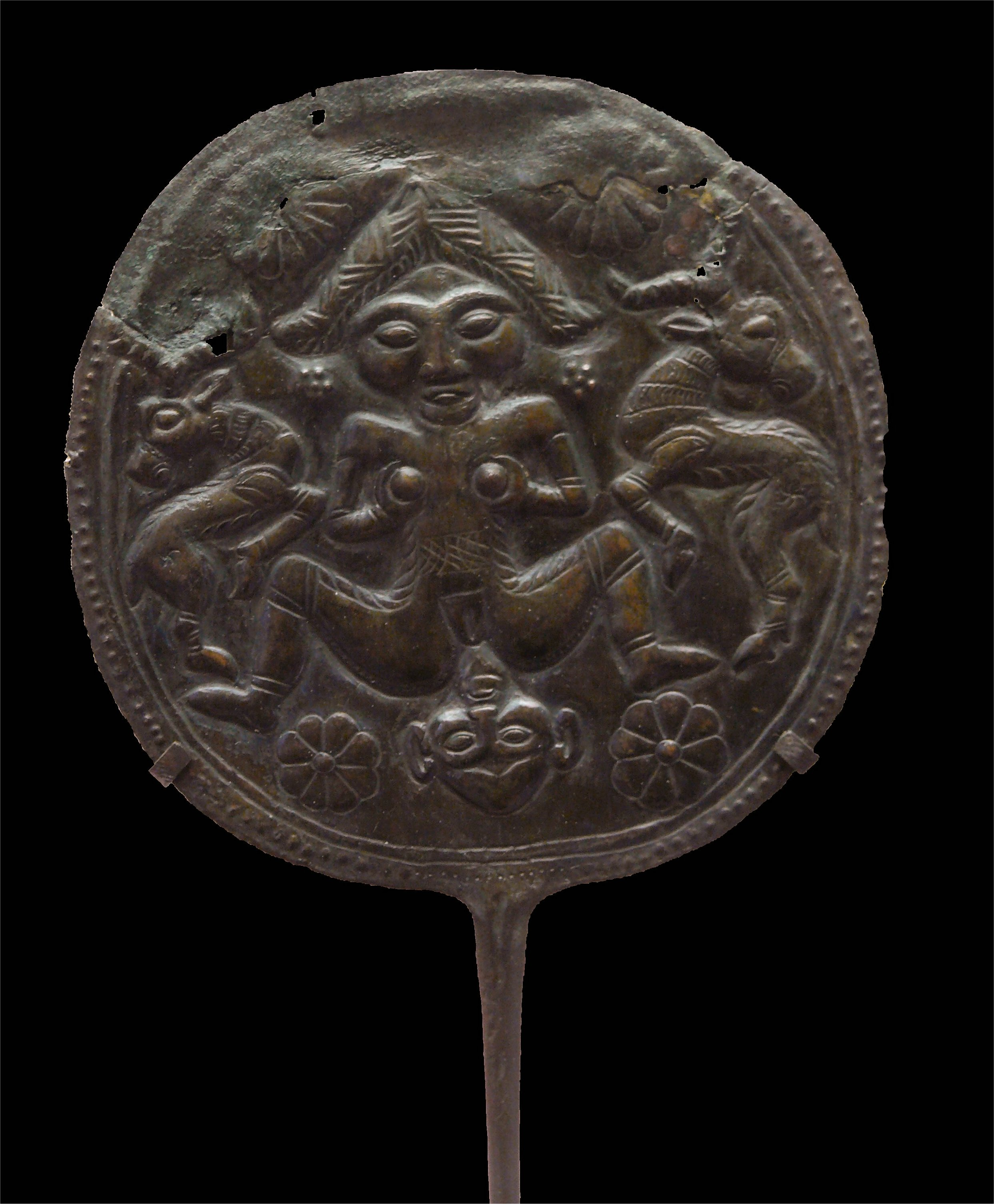
زنی در حال وضع حمل بین دو گوزن، برنز لرستان نگهداری در موزه لوور

نخستین مردمی که بر مناطقی از لرستان حاکمیت داشته‌است ایلامیان بوده‌اند. گستره نفوذ ایلامی‌ها تا منطقه ممسنی کنونی بوده‌است. آن‌ها از مردم بومی ایران بوده‌اند اما اطلاع درستی از چگونگی تشکیل جوامع و ابتدای تاریخ آن‌ها در دست نیست با این حال توانسته بودند پیش از ورود اقوام آریایی به ایران و در حدود هزاره چهارم پیش از میلاد مسیح در بخش‌هایی از غرب ایران کنونی دولتی بنا کنند.
نخستین ساکنین لرستان کاسی‌ها بودند. آن‌ها بابل را فتح کردند و در سال‌های ۱۶۵۰ تا ۱۷۵۰ پیش از میلاد بر بابل نیز حکومت کردند. گمان می‌رود برخی ژن‌های موجود در لرهای غرب رشته‌کوه زاگرس بر اثر اختلاط با ایلامیان بدست آمده باشند.
برحسب نظر دنیل پاتس ، باستان شناس برجسته آمریکایی، ایلامی خواندن لر‌های امروزی را بی‌ملاحظگی علمی دانسته است.
دولت ایلام شامل خوزستان، لرستان امروزی، پشتکوه و کوه‌های بختیاری بوده و بابلی‌ها سرزمین ایلامی‌ها را الام یا آلامتو که به معنی کوهستان و شاید کشور طلوع خورشید بوده می‌نامیدند.
شهرهای ایلامیان
شهرهای مهم حکومت ایلامی‌ها عبارت بودند از: شوش، اهواز، ماداکتو و خایدالو
والتر هینتس در خصوص شهرهای مهم ایلامی‌ها می‌گوید:
خرم‌آباد کنونی در عهد ایلامیان گویا پایتخت سلسله‌ای به نام سیماشکی بوده‌است
ایلامی‌ها در مدت چند هزار سال هویت خود را در برابر اقوامی نیرومند چون سومری‌ها، اکدی‌ها، بابلی‌ها و آشوری‌ها حفظ کردند و در نتیجه به علت اختلاف‌های داخلی و جنگ‌های خانگی، از دشمن خود آشور در سال ۶۵۴ پیش از میلاد شکست خوردند. مهم‌ترین رویداد سیاسی ایران در هزاره سوم پیش از میلاد را می‌توان به قدرت رسیدن ایلامیان و تشکیل حکومت ایلامی در شمال دشت خوزستان دانست. از آن هنگام تا پیش از ورود مادها و پارسی‌ها حدود یک هزار سال آنچه از تاریخ سرزمین ایران می‌دانیم تنها از تاریخ سیاسی ایلام می‌باشد.

### دوران کاسی‌ها
کاسیان قبل از مادها و پارسیان، از ارتفاعات قفقاز و آذربایجان به جنوب غربی ایران وارد شدند ولی در ابتدا سکونت در فلات ایران در نواحی دریای مازندران ساکن شدند و نام خود را به این دریا داده و آن را دریای کاسپی نامیدند. احتمال دارد کاسی‌ها قومی جدا از خوزیان باشند.
استرابون مورخ یونانی در خصوص کاسی‌ها این‌گونه می‌گوید:
اقوام کاسووا در ابتدای مهاجرت خود در کناره دریای کاسپین سکونت نمودند و نام خود را به این دریا دادند
واژه کاشی در کتیبه‌های بابلی به عبارت کاسی یا کاسپی آمده و اقوام کاسی (کاشی) در زمان مهاجرت به تدریج در شهرهای کاشان و قزوین نیز سکونت نمودند و نام خود را بر این دو شهر داده‌اند.
این قوم که هم‌زمان با عیلامی‌ها بر بخش‌هایی از لرستان تسلط داشته‌اند چیره‌دستی فوق‌العاده‌ای در ساختن مصنوعات مفرغی به دست آوردند. آنان مهم‌ترین قبایل کوهستانی زاگرس محسوب می‌شدند و پیشه دامداری داشته و با زبانی که با ایلامی قرابت داشت، سخن می‌گفتند. آنان سوار کارانی دلیر و جنگجو بودند و بارها با همسایگان خود از جمله ایلامی‌ها و بابلی‌ها وارد نبرد شدند. آن‌ها حتی توانستند دولت بابل را سرنگون ساخته و مدت شش قرن بر آن سرزمین حکمرانی نمایند. حکومت کاسی‌ها بر بابل در نتیجه شکست از ایلامی‌ها به پایان رسید. آن‌ها پس از شکست از ایلامی‌ها، به سرزمین کوهستانی خود یعنی کگه‌های زاگرس بازگشتند.
شهرها
نام شهرهای حکومت کاسی‌ها از زبان‌های هندواروپایی گرفته شده‌اند. رود کشکان در منطقه لرستان احتمالاً از واژه کاسیت گرفته شده‌است. آثار برخی از شهرهای باستانی در منطقه لرستان همچنان وجود دارد که از آن جمله می‌توان به شهرهای زیر اشاره کرد:
- لور، حدود دو فرسخی شمال شهر دزفول.
- کنزت اندیمش، در محل کنونی اندیمشک.
- لشتر، در محل کنونی الشتر.

### هخامنشیان تا ساسانیان

مجسمه بز لرستان موزه رضا عباسی

لرستان در زمان حکومت هخامنشیان بخشی از حکومت کاسی‌ها به‌شمار می‌آمد و هخامنشیان هنگام حرکت از بابل به سوی همدان، از این منطقه عبور می‌کردند. 
پهله یا پهلو نام سرزمینی وسیع در غرب ایران بوده‌است که بیشتر شهرها و نواحی زاگرس فعلی را فرا می‌گرفته‌است. ایالت پهله در زمان ساسانیان به این نام نهاده شده و پهلوی، به مردم، زبان و خط مربوط به پهله اشاره می‌کند. نام پهله بعد از ورود عرب‌ها به ایران به «جبال» و بعدها «کوهستان» تغییر یافته‌است. پهله خود از مناطق کوچک‌تری به نام «مهر» یا «مهرگان» تشکیل می‌شده‌است مانند «مهرگان کدک» که منظور غرب لرستان بوده‌است.

در زمان هخامنشیان، لرستان کنونی به اتفاق ایلام و خوزستان ایالت سوم این امپراتوری عظیم بودند. در زمان اشکانی این سرزمین یکی از ایالت‌های خودمختار تحت عنوان الیمائی و تابع این سلسله بوده‌است و سرانجام اینکه در زمان ساسانیان این منطقه به نام «پهله» نام‌گذاری شد.

## دوران اسلامی

### حمله اعراب
حمله اعراب به ایران تأثیر بسیاری در فرهنگ و آداب مردم این کشور برجای گذاشت و این تأثیر شامل منطقه لرستان نیز شد. مردم لر به هر حال توانستند زبان و بسیاری از آداب و رسوم خود را حفظ کنند. تا پایان قرن سوم قمری منطقه لرستان خراج خود را به کوفه پرداخت می‌کرد و به صورت مستقیم زیر نظر خلفای راشدین اداره می‌شد اما پس از قدرت گرفتن آل حسنویه در غرب ایران بخش عمده‌ای از لرستان با حسنویه بن حسین برزیکانی مؤسس این سلسله متحد شد.
پس از حسنویه پسر وی بدر شهر شاپورخواست یا خرم‌آباد کنونی را پایتخت خویش قرار داد و کوشش بسیاری در آبادی منطقه لرستان انجام داد. این سلسله پس از حمله آل بویه منقرض شد. پس از آن شهر شاپورخواست و منطقه لرستان زیر نظر حکومت آل بویه قرار گرفت. در نیمه نخست قرن پنجم قمری ترکان سلجوقی به ایران حمله کردند و لرستان به دست ابراهیم ینال برادر طغرل بیک سلجوقی شکست خورد و ضمیمه حکومت سلجوقیان شد. سلجوقیان شهر شاپورخواست را به عنوان مرکز لرستان باقی گذاشتند. سنگ نوشته‌ای در شرق شهر خرم‌آباد از این سلسله بر جای مانده‌است.

#### تقسیمات
در نمودار زیر تقسیمات لرستان از سال ۳۰۰ قمری تاکنون آورده شده‌است.
|  |  |  |  |  |  |  |  |  |  |  |  |  |  |  |  |  |  |  |  |                  |                  |                  |                  |                  |                  |  |  |  |  |             |             |             |             |             |             |  |  |  |  |  |  |                              |                              | لرستان                       |                              |                              |                              |  |  |  |  |  |  |  |  |                     |                     |                     |                     |                     |                     |  |  |  |  |  |  |               |               |               |               |               |               |  |  |  |  |  |  |  |  |  |  |  |  |  |  |  |  |  |  |  |  |  |  |  |  |  |  |  |  |  |  |  |  |
|  |  |  |  |  |  |  |  |  |  |  |  |  |  |  |  |  |  |  |  |                  |                  |                  |                  |                  |                  |  |  |  |  |             |             |             |             |             |             |  |  |  |  |  |  |                              |                              |                              |                              |                              |                              |  |  |  |  |  |  |  |  |                     |                     |                     |                     |                     |                     |  |  |  |  |  |  |               |               |               |               |               |               |  |  |  |  |  |  |  |  |  |  |  |  |  |  |  |  |  |  |  |  |  |  |  |  |  |  |  |  |  |  |  |  |
|  |  |  |  |  |  |  |  |  |  |  |  |  |  |  |  |  |  |  |  |                  |                  |                  |                  |                  |                  |  |  |  |  |             |             |             |             |             |             |  |  |  |  |  |  |                              |                              |                              |                              |                              |                              |  |  |  |  |  |  |  |  |                     |                     |                     |                     |                     |                     |  |  |  |  |  |  |               |               |               |               |               |               |  |  |  |  |  |  |  |  |  |  |  |  |  |  |  |  |  |  |  |  |  |  |  |  |  |  |  |  |  |  |  |  |
|  |  |  |  |  |  |  |  |  |  |  |  |  |  |  |  |  |  |  |  |                  |                  |                  |                  |                  |                  |  |  |  |  | لر کوچک     | لر کوچک     | لر کوچک     | لر کوچک     | لر کوچک     | لر کوچک     |  |  |  |  |  |  |                              |                              |                              |                              |                              |                              |  |  |  |  |  |  |  |  | لر بزرگ             | لر بزرگ             | لر بزرگ             | لر بزرگ             | لر بزرگ             | لر بزرگ             |  |  |  |  |  |  |               |               |               |               |               |               |  |  |  |  |  |  |  |  |  |  |  |  |  |  |  |  |  |  |  |  |  |  |  |  |  |  |  |  |  |  |  |  |
|  |  |  |  |  |  |  |  |  |  |  |  |  |  |  |  |  |  |  |  |                  |                  |                  |                  |                  |                  |  |  |  |  | لر کوچک     | لر کوچک     | لر کوچک     | لر کوچک     | لر کوچک     | لر کوچک     |  |  |  |  |  |  |                              |                              |                              |                              |                              |                              |  |  |  |  |  |  |  |  | لر بزرگ             | لر بزرگ             | لر بزرگ             | لر بزرگ             | لر بزرگ             | لر بزرگ             |  |  |  |  |  |  |               |               |               |               |               |               |  |  |  |  |  |  |  |  |  |  |  |  |  |  |  |  |  |  |  |  |  |  |  |  |  |  |  |  |  |  |  |  |
|  |  |  |  |  |  |  |  |  |  |  |  |  |  |  |  |  |  |  |  |                  |                  |                  |                  |                  |                  |  |  |  |  | لرستان فیلی |             |             |             |             |             |  |  |  |  |  |  |                              |                              |                              |                              |                              |                              |  |  |  |  |  |  |  |  |                     |                     |                     |                     |                     |                     |  |  |  |  |  |  |               |               |               |               |               |               |  |  |  |  |  |  |  |  |  |  |  |  |  |  |  |  |  |  |  |  |  |  |  |  |  |  |  |  |  |  |  |  |
|  |  |  |  |  |  |  |  |  |  |  |  |  |  |  |  |  |  |  |  |                  |                  |                  |                  |                  |                  |  |  |  |  |             |             |             |             |             |             |  |  |  |  |  |  |                              |                              |                              |                              |                              |                              |  |  |  |  |  |  |  |  |                     |                     |                     |                     |                     |                     |  |  |  |  |  |  |               |               |               |               |               |               |  |  |  |  |  |  |  |  |  |  |  |  |  |  |  |  |  |  |  |  |  |  |  |  |  |  |  |  |  |  |  |  |
|  |  |  |  |  |  |  |  |  |  |  |  |  |  |  |  |  |  |  |  |                  |                  |                  |                  |                  |                  |  |  |  |  |             |             |             |             |             |             |  |  |  |  |  |  |                              |                              |                              |                              |                              |                              |  |  |  |  |  |  |  |  |                     |                     |                     |                     |                     |                     |  |  |  |  |  |  |               |               |               |               |               |               |  |  |  |  |  |  |  |  |  |  |  |  |  |  |  |  |  |  |  |  |  |  |  |  |  |  |  |  |  |  |  |  |
|  |  |  |  |  |  |  |  |  |  |  |  |  |  |  |  |  |  |  |  | پیشکوه یا لرستان | پیشکوه یا لرستان | پیشکوه یا لرستان | پیشکوه یا لرستان | پیشکوه یا لرستان | پیشکوه یا لرستان |  |  |  |  | پشتکوه      | پشتکوه      | پشتکوه      | پشتکوه      | پشتکوه      | پشتکوه      |  |  |  |  |  |  | بختیاری                      | بختیاری                      | بختیاری                      | بختیاری                      | بختیاری                      | بختیاری                      |  |  |  |  |  |  |  |  | بویراحمدی           | بویراحمدی           | بویراحمدی           | بویراحمدی           | بویراحمدی           | بویراحمدی           |  |  |  |  |  |  | شولستان       | شولستان       | شولستان       | شولستان       | شولستان       | شولستان       |  |  |  |  |  |  |  |  |  |  |  |  |  |  |  |  |  |  |  |  |  |  |  |  |  |  |  |  |  |  |  |  |
|  |  |  |  |  |  |  |  |  |  |  |  |  |  |  |  |  |  |  |  | پیشکوه یا لرستان | پیشکوه یا لرستان | پیشکوه یا لرستان | پیشکوه یا لرستان | پیشکوه یا لرستان | پیشکوه یا لرستان |  |  |  |  | پشتکوه      | پشتکوه      | پشتکوه      | پشتکوه      | پشتکوه      | پشتکوه      |  |  |  |  |  |  | بختیاری                      | بختیاری                      | بختیاری                      | بختیاری                      | بختیاری                      | بختیاری                      |  |  |  |  |  |  |  |  | بویراحمدی           | بویراحمدی           | بویراحمدی           | بویراحمدی           | بویراحمدی           | بویراحمدی           |  |  |  |  |  |  | شولستان       | شولستان       | شولستان       | شولستان       | شولستان       | شولستان       |  |  |  |  |  |  |  |  |  |  |  |  |  |  |  |  |  |  |  |  |  |  |  |  |  |  |  |  |  |  |  |  |
|  |  |  |  |  |  |  |  |  |  |  |  |  |  |  |  |  |  |  |  | استان لرستان     | استان لرستان     | استان لرستان     | استان لرستان     | استان لرستان     | استان لرستان     |  |  |  |  | استان ایلام | استان ایلام | استان ایلام | استان ایلام | استان ایلام | استان ایلام |  |  |  |  |  |  | چهارمحال و بختیاری و خوزستان | چهارمحال و بختیاری و خوزستان | چهارمحال و بختیاری و خوزستان | چهارمحال و بختیاری و خوزستان | چهارمحال و بختیاری و خوزستان | چهارمحال و بختیاری و خوزستان |  |  |  |  |  |  |  |  | کهگیلویه و بویراحمد | کهگیلویه و بویراحمد | کهگیلویه و بویراحمد | کهگیلویه و بویراحمد | کهگیلویه و بویراحمد | کهگیلویه و بویراحمد |  |  |  |  |  |  | شهرستان ممسنی | شهرستان ممسنی | شهرستان ممسنی | شهرستان ممسنی | شهرستان ممسنی | شهرستان ممسنی |  |  |  |  |  |  |  |  |  |  |  |  |  |  |  |  |  |  |  |  |  |  |  |  |  |  |  |  |  |  |  |  |

لغت‌نامه دهخدا در کنار توصیف استان لرستان به عنوان یکی از تقسیمات کشوری جدید، از لرستان به معنای سرزمین محل سکونت لرها نام می‌برد: 
لرستان یعنی اراضی لرنشین، و آن ناحیتی است وسیع به مغرب ایران، که از شمال محدود است به کرمانشاه و از مشرق به کوه‌های بروجرد و ملایر و از مغرب به عراق و از جنوب به خوزستان.

در ادامه، لغت‌نامه دهخدا گویشوران ناحیه تاریخی لرستان را به دو گروه لر زبان و لکی تقسیم می‌کند:
و سکنه نواحی واقع در شمال غربی آبدیز یکی موسوم به لکی و قسمت دیگر دارای زبان لری است. زبان لری فعلی از ترکیبات زبان ایرانی قدیم، و از حیث ترکیب کلمات با زبان فارسی شباهت تام دارد و عناصر خارجی در آن کمتر نفوذ یافته و به واسطه محصور بودن در کوه‌ها این نظر بیشتر تأیید می‌شود، در صورتی که کردستان چون در سر راه واقع بوده عناصر خارجی در آن بیشتر نفوذ یافته‌اند.

### دوران ملوک‌الطوایفی

#### دودمان‌ها و پادشاهان

گستره حکومت اتابکان لر

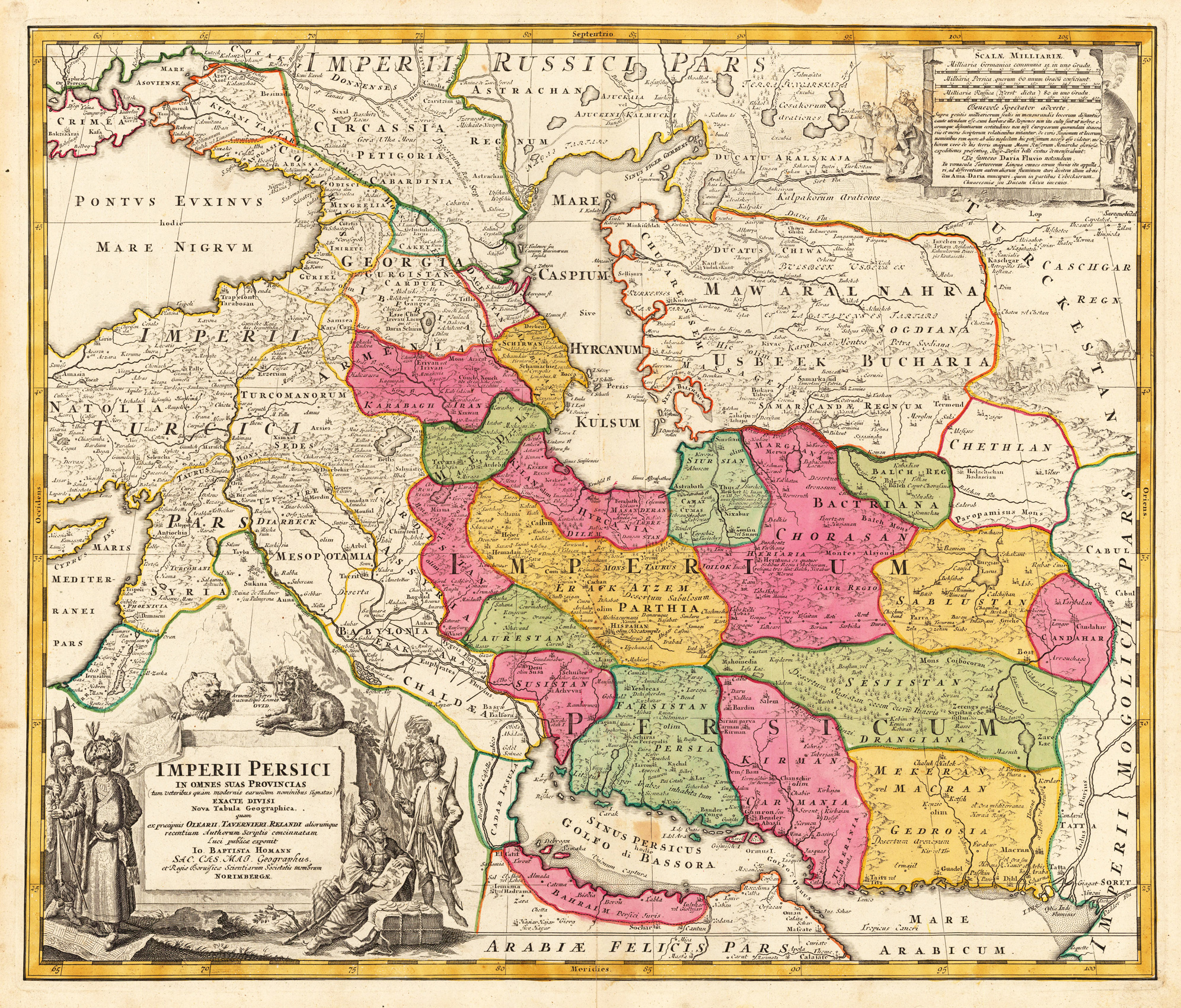
لرستان در حدود سال‌های ۱۷۰۰ تا ۱۷۲۰ میلادی در جنوب غربی ایران مشخص است

هزاراسپیان که به نام اتابکان لرستان نیز شناخته می‌شود نام سلسله‌ای  است که از (۵۵۰ تا ۸۲۷ هَ. ق)، (۱۱۴۸ تا ۱۴۲۴) به نواحی لرستان کنونی و بخش‌هایی از استان خوزستان و چهارمحال و بختیاری حکومت کرده‌اند. اتابکان به دو دسته اتابکان لر بزرگ و اتابکان لر کوچک تقسیم می‌شود. پایتخت اتابکان لر بزرگ در شهر ایذه (ایذج) و پایتخت اتابکان لر کوچک در شهر خرم‌آباد بود.

#### اتابکان لر بزرگ
اتابکان لر بزرگ از سلسله هزاراسپیان است که به مناطق چهارمحال و بختیاری کنونی و بخش‌های از استان خوزستان حکومت کرده‌اند. مؤسس این سلسله ابوطاهر است که او را اتابک (ترکمنان) سلغریان برای جلگویری از سرکشی لر بزرگ در سال ۵۴۳ ق. به این ناحیه فرستاد. اباقاخان مغول بعدها حکومت خوزستان را نیز بضمیمهٔ سرزمین اصلی لر بزرگ به ابوطاهر داد و یکی از آن‌ها یعنی افراسیاب پس از مرگ ارغون خان اصفهان را محاصره کرد اما خیلی زود سرکوب شد. پایتخت این امرا در شهر ایذه بود. اتابکان لر بزرگ تا نیمه اول قرن نهم باقی بودند و آخرین حاکم آنان که غیاث الدین کاوس نام داشت به دست سلطان ابراهیم بن شاهرخ تیموری شکست خورد و سلسله ایشان انقراض یافت.

#### اتابکان لر کوچک
اتابکان لر کوچک سلسله کوچکی از هزاراسپیان هستند که در فاصلهٔ سال‌های ۵۸۰ تا ۱۰۰۶(ه‍. ق) در قسمت‌های شمالی و غربی لرستان ناحیه لر کوچک حکومت می‌کرده‌اند. امرای این سلسله از اعتاب شجاع‌الدین‌خورشید، مؤسس سلطنت لر کوچک بوده‌اند و آخرین حاکم لر کوچک به دست شاه عباس یکم صفوی کشته و سلسله اتابکان لر کوچک منقرض گردید.

### دوران صفویان
در دوران حکومت صفویان، ایران به چهار ولایت عربستان، لرستان، گرجستان، کردستان و سیزده بیگلربیگی تقسیم می‌شد. ایران در این دوره به ۲۴ ایالت تقسیم می‌شد که از تعداد دو ایالت جز ایالت‌های لرنشین بودند. این دو ایالت شامل لرستان به مرکزیت خرم‌آباد و کهگیلویه به مرکزیت بهبهان بود. در این دوره ایالت‌های لرستان و کهگیلویه دارای والیانی مستقل بودند. والیان لرستان فیلی در سال ۱۰۰۶ قمری به دستور شاه عباس حاکم پشتکوه و پیشکوه شدند و تا دوران قاجار بر این منطقه حکمرانی کردند.

### دوران زندیان
لرستان در دوره زندیان نیز به عنوان یکی از ایالت‌های ایران دارای والی مستقل بود.

### دوران قاجاریان
در این دوره ایران به ۶ استان تقسیم شد که لرستان در استان غرب واقع بود. گستره این استان، همدان، کردستان و کرمانشاه تا خرمشهر و آبادان را شامل می‌شده‌است. تا پیش از روی کارآمدن سلسله قاجار تمام منطقه لرستان زیرنظر یک والی مستقل یا در بعضی مواقع دو والی مستقل اداره می‌شد اما پس از به قدرت رسیدن قاجارها، آقامحمدخان به دلیل کینه‌ای که از زمان حکومت زندیان نسبت به مردم لر داشت دست به تغییرات بسیاری در منطقه لرستان زد. از جمله اقدامات آقامحمدخان می‌توان به کوچاندن اجباری اقوام لر به قزوین اشاره کرد. همچنین فتحعلی شاه حکومت والیان لرستان را به پشتکوه محدود کرد. این اتفاق باعث شد که‌ والیان لرستان به والیان پشتکوه معروف شوند. آن‌ها تا سال ۱۳۰۷ در آن منطقه حکمرانی کردند اما پس از تصرف پشتکوه توسط نیروهای دولتی، غلامرضاخان آخرین والی پشتکوه به عراق رفت.

#### پشتکوه و پیشکوه
پیشکوه نام تاریخی مناطقی است در غرب ایران که برابر است با استان لرستان امروزی. بین استان لرستان و استان ایلام رشته کوه کبیرکوه قرار دارد، لرستان را پیشکوه و ایلام را پشتکوه می‌نامیدند. در طرف مقابل پشتکوه نام تاریخی مناطقی است در غرب ایران که برابر است با استان ایلام امروزی است.

#### انقلاب مشروطه

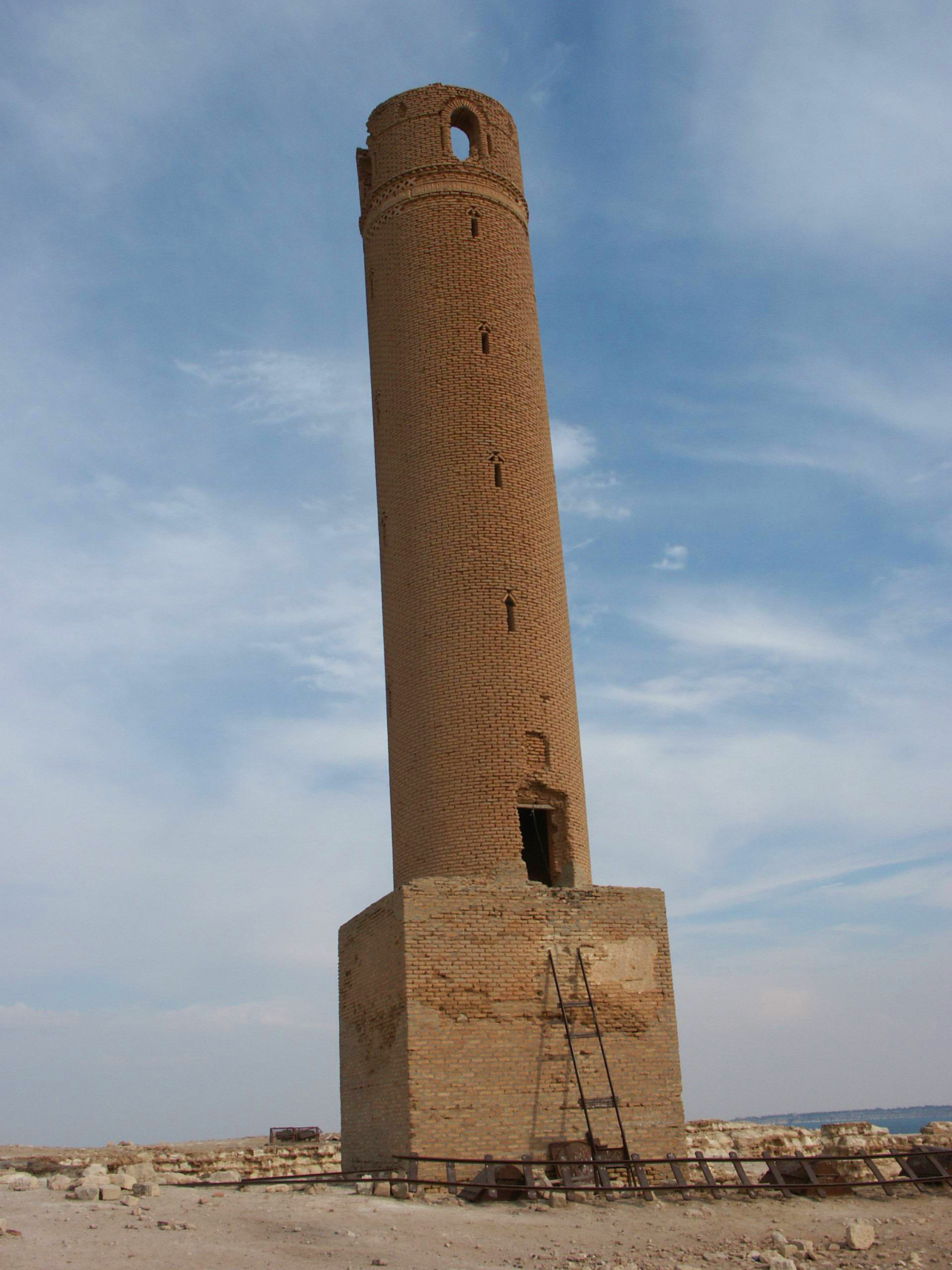
علیقلی خان سردار اسعد

یکی از مهم‌ترین فعالیت‌های سیاسی مردم لر در سده گذشته مشارکت در انقلاب مشروطه ایران بوده‌است. طرفداری مردم لر و به خصوص ایل بختیاری نقش پررنگی در پیروزی انقلاب مشروطه داشتند. برخی همراهی مردم لر با انقلاب مشروطه را به دلیل مخالفت با محمدعلی شاه می‌دانند. این نویسندگان ارتباط سردار اسعد با انگلیسی‌ها و ملاقات با " ادوارد گری " وزیر خارجه این کشور قبل از اقدام بختیاری‌ها و عوامل دیگر را دلیل قانع‌کننده این هدف مشترک می‌دانند.
سردار ظفر بختیاری انگیزه خود را در پیوستن به قوای دولتی چنین بیان می‌کند:

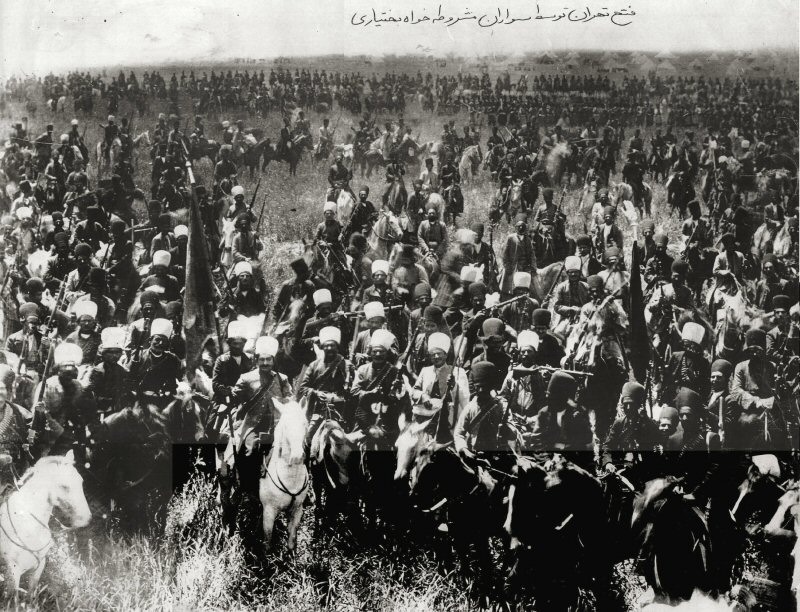
فتح تهران توسط سواران مشروطه خواه بختیاری

ضدیتی بود که ما برادرها و بنی عمام با هم داشتیم

#### فتح تهران
با آغاز تیرماه ۱۲۸۸ شمسی، قوای سردار اسعد به قم و قوای سپهدار به ینگی امام رسیدند. در مقابل سعدالدوله قوایی به فرماندهی امیر مفخم بختیاری به سمت کرج فرستاد. شاه با گرو گذاشتن جواهرات سلطنتی مبلغ پنجاه هزار تومان از بانک استقراضی روس وام گرفت و قسمتی از حقوق معوقه سربازان را پرداخت.

قوای نظامی دو طرف آماده جنگ شدند ولی سعدالدوله در تلاش برای مذاکره و حل و فصل مسالمت آمیز موضوع بود. بدین منظور از سردار اسعد و سپهدار خواست نمایندگانی برای مذاکره نزد او بفرستند ولی درخواست او به نتیجه نرسید و همکاران او از کار کناره‌گیری کردند.

روز ۲۲ تیرماه ۱۲۸۸ شمسی قوای سردار اسعد و سپهدار در نزدیکی تهران به هم رسیدند و در بادامک اردو زدند. جنگ بین قزاقان دولتی و قوای مشروطه خواه درگرفت و عصر روز ۲۴ تیرماه جنگ به نفع مشروطه خواهان پایان پذیرفت. فردای آن روز محمد علی شاه و نزدیکان او به سفارت روسیه و سعدالدوله به سفارت انگلستان پناه بردند.

#### قیام بختیاری‌ها

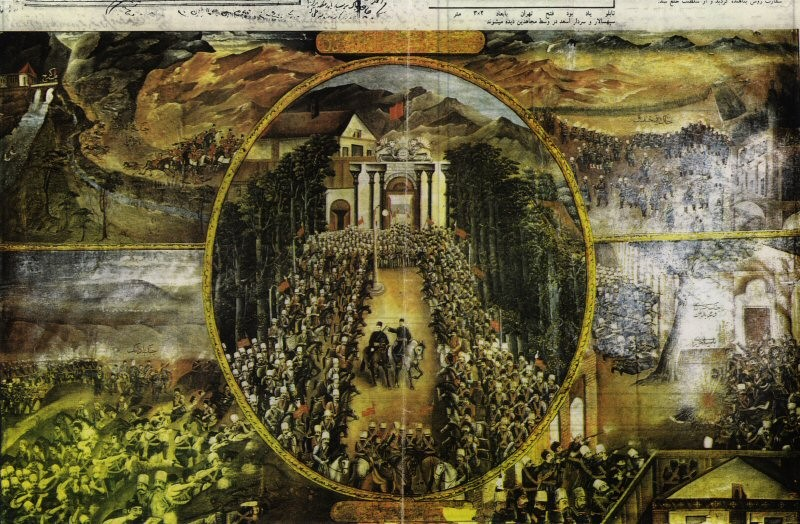
پوستر فتح تهران به‌دست مجاهدین بختیاری

در حالی که در تبریز مجاهدین در محاصره قوای دولتی و هم‌پیمانان خارجی آن بودند در اصفهان اعتراض‌ها به بست‌نشینی عده‌ای انجامید و قوای بختیاری که در آن هنگام توسط حاکم اصفهان و بختیاری‌ها صمصام السلطنه رهبری می‌شد برای نجات جنبش مشروطه بسیج شده و از تمامی مناطق لرنشین به سوی اصفهان حرکت کردند. با پیوستن قوای بختیاری جنگ بالا گرفت و نجف قلی خان صمصام‌السلطنه ایلخان بختیاری با نیروی مسلح به اصفهان وارد شد.

برادر او علیقلی خان سردار اسعد نیز که تا آن زمان در فرانسه مشغول تحصیل بود، در پاریس با تعدادی از مشروطه‌خواهان ارتباط تنگاتنگی داشت و خود نیز از مشروطه‌خواهان بود، پس از سفر به لندن و مشورت با وزارت خارجه انگلستان به اصفهان آمد.

مجاهدین بختیاری با حرکت به سوی تهران و با همراهی مجاهدین شمال به فرماندهی سپهدار اعظم که در نزدیکی تهران به هم پیوستند، پس از شکست مقاومت نیروهای استبداد صغیر موفق به فتح تهران و شکست استبداد صغیر شدند.

## تاریخ معاصر

### دوره پهلوی

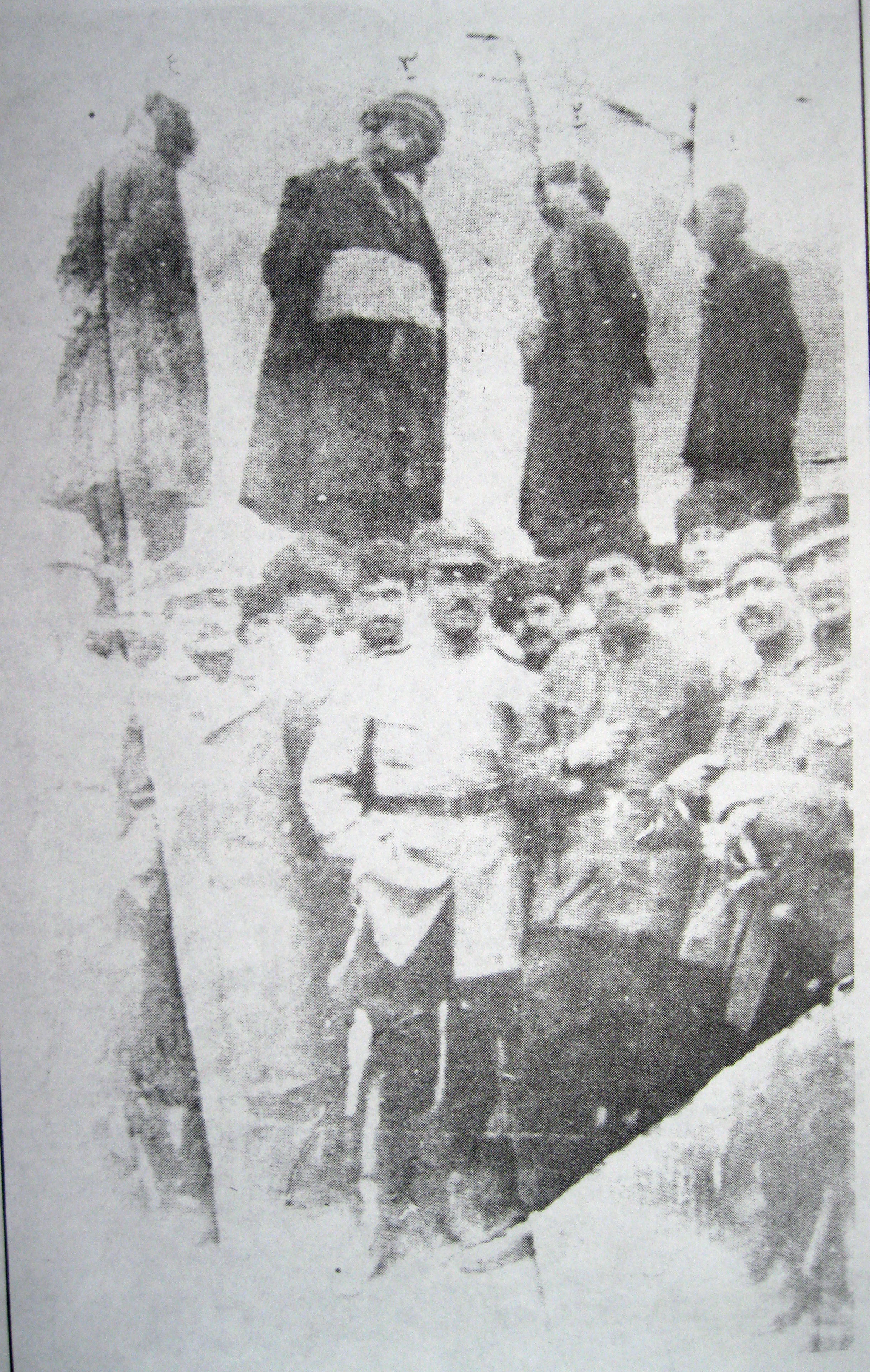
اعدام سران شورشی عشایر در خرم‌آباد، هم‌زمان با آغاز نخست‌وزیری رضاخان

با روی کارآمدن رضاخان به عنوان وزیر جنگ ۱۲۹۹ و سپس نخست‌وزیری، اقدام به اعمال نظم و امنیت در مناطق غربی کشور نمود. به همین منظور شروع به یکجانشین کردن اجباری عشایر لر کرد، این اقدام باعث درگیری‌های شدیدی میان نیروهای دولتی و عشایر لر شد. این درگیری‌ها تا سال ۱۳۱۲ ادامه داشت که سرانجام به شکست عشایر لر منجر شد و پشتکوه و پیشکوه هر دو به کنترل نیروهای حکومتی درآمد. هرچند باروی کارآمدن حکومت پهلوی هرج و مرج در منطقه لرستان از میان رفت ولی به دلیل سیاست‌های حکومت این منطقه پیشرفت قابل توجه‌ای نداشت و همچنان در وضعیت نابسمانی قرار داشت.
در سال ۱۳۰۴ ایران به ۱۳ استان تقسیم شد که لرستان جزئی از استان خوزستان محسوب می‌شد پس از مدتی استان لرستان امروزی از استان خوزستان جدا شد.
استان چهارمحال و بختیاری در تقسیمات کشوری سال ۱۳۱۶ به همراه استان‌های اصفهان و یزد کنونی استان دهم ایران را تشکیل می‌دادند. این منطقه در سال ۱۳۳۷ به صورت فرمانداری، با نام فرمانداری کل بختیاری و چهارمحال اداره می‌شد و در سال ۱۳۵۲ یک استان مستقل را تشکیل داد. مردم بختیاری یا لرهای بختیاری جزئی از مردم لر به‌شمار می‌آیند و در جنوب‌غربی ایران ساکن هستند. بختیاری‌ها با گویش بختیاری که یکی از شاخه‌های گویش‌های لری است تکلم می‌کنند. گستره سکونتگاه لرهای بختیاری از شمال تا الیگودرز، فریدن و اصفهان و از جنوب غرب تا اهواز است.
استان کهگیلویه و بویراحمد یا به‌طور دقیق تر منطقه کهگیلویه طبق قانون مصوب ۱۳۱۶ جزئی از استان غرب به‌شمار می‌آمد اما در تقسیمات سال ۱۳۴۰ به عنوان یکی از هشت فرمانداری کل ایران و با نام بویراحمد سردسیر کهگیلویه درآمد. شهر یاسوج در سال ۱۳۴۲ به عنوان مرکز فرمانداری کهگیلویه و بویراحمد و در سال ۱۳۵۵ به عنوان مرکز استانی به همین نام برگزیده شد. مردم کهگیلویه و بویراحمد و به‌طور دقیق‌تر بویراحمدی‌ها جزئی از مردم لر به‌شمار می‌آیند و با گویش بویراحمدی که یکی از شاخه‌های گویش لری است تکلم می‌کنند. سرزمین و سکونتگاه بویراحمدی‌ها از بهبهان تا دوگنبدان و کوه‌پایه‌های دنا و در حدود چهارهزار کیلومتر مربع وسعت دارد. در سال ۱۳۳۰ کهگیلویه به مرکزیت بهبهان بخشی از استان فارس به‌شمار می‌آمد اما در سال ۱۳۴۲ و با تشکیل فرمانداری کهگیلویه و بویراحمد، بهبهان به استان خوزستان پیوست.
شورش لرستان
در سال ۱۳۰۲ نیروهای دولتی و عشایر لر در فاصله میان شهرهای بروجرد و خرم‌آباد وارد نبرد شدند. قوای عشایر متشکل از طوایف ایل بیرانوند، سگوند، پاپی و چگنی بودند و درگیری‌ها در مهر سال ۱۳۰۲ آغاز شد ولی تا پایان آذر همان سال نیروهای دولتی توانستند خرم‌آباد را محاصره و آن را به کنترل درآورند. در آغاز نخست‌وزیری رضاخان، خرم‌آباد نقش پررنگی در شورش علیه نیروهای حکومتی داشت. دلیل این شورش دستگیری عده‌ای از عشایر به جرم راهزنی بود. پس از دستگیری راهزنان اعلام عفو عمومی شد و هنگامی که آنان سلاح خود را تحویل دادند برخی سران عشایر دستگیر و اعدام شدند. این رویداد باعث شورش در لرستان شد. شدیدترین درگیری میان مردم لر و نیروهای حکومت مرکزی در تنگه‌ای به نام زاهدشیر در دوازده کیلومتری شمال خرم‌آباد صورت گرفت. پس از یک سلسله درگیری گسترده در تاریخ ۲۲ آذر ۱۳۰۲ خرم‌آباد به دست نیروهای قزاق اشغال شد. شکست مردم لر با تبلیغات گسترده در سطح کشور توأم شد.
پس از فتح خرم‌آباد چندتن از سران عشایر بر خلاف آنچه عفو عمومی اعلام شده بود اعدام شدند. سرکوب مردم لر توسط سپهبد احمد امیراحمدی مورد تقدیر رضاخان قرار گرفت. اقدام حکومت مرکزی در نقض عفو عمومی و اعدام سران عشایر باعث شورش مجدد در منطقه لرستان شد. این شورش با محاصره خرم‌آباد در بهار ۱۳۰۳ آغاز شد. با آغاز فصل بهار و بازگشت ایل‌های لر از شمال خوزستان به مرکز لرستان، درگیری مسلحانه با نیروهای حکومت مرکزی از سر گرفته شد. در این سال سپهبد محمد شاه‌بختی فرماندهی تیپ پیاده لشکر غرب را بر عهده داشت. علی‌رغم اینکه احمدی خواهان سرکوب بیشتر لرها بود شاه‌بختی در پی دفاع از مواضع نیروهای حکومتی بود.
سرانجام در ۹ اردیبهشت همان سال در حالی که امیراحمدی فرماندهی را بر عهده داشت، پس از یک رشته درگیری میان مردم لر و نیروهای حکومت مرکزی در ۱۵ خرداد ۱۳۰۳ بار دیگر خرم‌آباد  تحت کنترل دولت مرکزی درآمد. امیراحمدی پس از پیروزی در پی سرکوب بیشتر مردم لر بود، اما رضاشاه در تاریخ ۱۹ مرداد همان سال با ارسال تلگرافی دستور اعلام عفو عمومی را صادر کرد.

### دوران جمهوری اسلامی

#### جنگ ایران و عراق

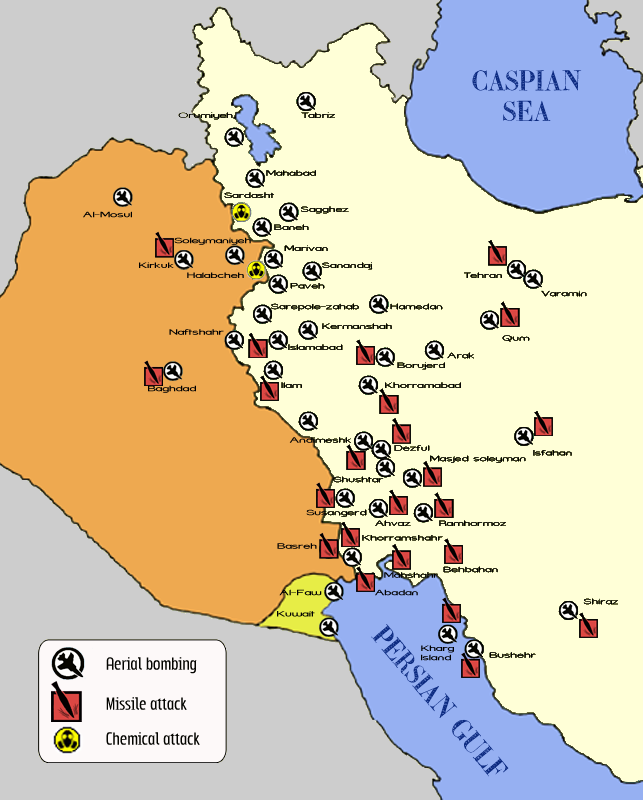
مناطق بمباران شده در جنگ ایران و عراق

طی دوره هشت ساله جنگ ایران و عراق، استان لرستان به دلیل همسایگی با سه استان مرزی در غرب و جنوب غربی ایران شامل استان‌های کرمانشاه، خوزستان و ایلام هم از نظر سوق‌الجیشی و هم از نظر پذیرایی از جنگزدگان دارای اهمیت بود. علاوه بر آن، شهرهای مختلف این استان به ویژه خرم‌آباد، بروجرد و پلدختر بارها مورد حمله هوایی و موشکی قرار گرفتند. برخی برآوردها حاکی از آن است که لرستان از نظر حجم مالی، دومین استان خسارت دیده در طول جنگ ایران و عراق بوده‌است.

#### لرها در زمان حال
استان لرستان از استان‌های غربی ایران است. این استان ۲۹۳۰۸ کیلومتر مربع مساحت و بیش از یک میلیون و هفتصد و شصت هزار نفر جمعیت دارد. نرخ بیکاری در لرستان با ۲۱ درصد بالاترین نرخ بیکاری در ایران است. این استان سیزدهمین استان کشور از نظر جمعیت می‌باشد. خرم‌آباد مرکز استان است. طبق آمار سال ۱۳۸۵، خرم‌آباد بیستمین شهر بزرگ کشور است.